# Paranastatus
Paranastatus is een geslacht van vliesvleugeligen uit de familie Eupelmidae. De wetenschappelijke naam van dit geslacht is voor het eerst geldig gepubliceerd in 1917 door Masi.

## Soorten
Het geslacht Paranastatus omvat de volgende soorten:
- Paranastatus egregius Masi, 1917
- Paranastatus nigriscutellatus Eady, 1956
- Paranastatus verticalis Eady, 1956
- Paranastatus violaceus Masi, 1917